# Fiodor Nikolaïevitch Glinka
Pour les articles homonymes, voir Glinka (homonymie).
Fiodor Nikolaïevitch Glinka (en russe : Фёдор Николаевич Глинка, Fédor Glinka dans l'ancienne graphie française) est un poète, un journaliste, un écrivain et un historien russe né le 19 juin 1786 dans le village de Soutoki près de Doukhovchtchina dans la région de Smolensk (Russie) et décédé le 23 février 1880 à Tver (Russie).

## Biographie
Fiodor Nikolaïevitch Glinka, frère cadet de Sergueï Glinka, est un écrivain russe important, cousin de Mikhaïl Glinka, le fameux musicien russe. Il était le fils de Nikolaï Ilitch Glinka, un capitaine à la retraite, et de Maria Iakovlevna Glinka, née Chakhovskaïa. Ces hobereaux d'ancienne lignée menaient dans leur modeste propriété à Soutoki la vie calme de la province où les activités intellectuelles n'étaient pas dominantes et où la lecture se limitait à des livres à contenu religieux. À 8 ans, le jeune Fiodor découvrit chez lui le premier florilège de Nikolaï Karamzine écrit en 1794 et cela lui fit une si forte impression qu'il en lut et en relut les histoires et les vers, au point de les connaître par cœur. À 9 ans, il fut envoyé à Saint-Pétersbourg dans une école militaire, le premier corps des cadets, à l'instar de son frère aîné, mais ses goûts le portèrent davantage vers la littérature et la poésie, ce qui dans la noblesse et les écoles militaires de l'époque était très répandu.
En 1802, lorsqu'il termina ses études diplômé, c'était un jeune homme idéaliste, visant la perfection morale, ayant fait le serment au corps des cadets d'être d'une honnêteté totale qui entrait dans la carrière militaire comme enseigne au régiment d'infanterie Apcheronski. Cette attitude, cette éthique se vérifia en 1805 ; alors qu'il était convoqué par le général, le comte Mikhaïl Andreïevitch Miloradovitch qui lui offrait d'être son adjudant-major, il accepta en y mettant la condition de n'être jamais obligé de briser le code de l'honneur. C'est ainsi qu'il participa à la campagne d'Autriche de 1805 à 1806 dans des opérations d'arrière-garde pendant l'évacuation de Braunau am Inn (30 octobre 1805) et à la bataille d'Austerlitz.
Le 23 septembre 1806, il obtint le droit de revenir à la vie civile pour cause de mauvaise santé, mais l'année suivante, pendant une courte période, en février, il se joignit à l'opolcheny, une mobilisation de réservistes, surtout des paysans semble-t-il, de Smolensk. Pendant sa retraite dans le domaine familial, il donna libre cours à ses goûts littéraires et écrivit ses souvenirs de campagne sous le titre Lettres d'un officier russe sur la Pologne, sur les possessions autrichiennes, sur la Hongrie avec la description détaillée de la guerre contre les Français en 1805 et 1806 et composa des poèmes avec des extraits du journal qu'il avait tenu pendant son service militaire et qui furent publiés pour la première fois dans Le Héraut Russe en 1807-1808. Ils furent favorablement accueillis par les lecteurs. En 1808, il publia aussi Vilzen, ou la Hollande libérée où il exposait le contraste qu'il y avait entre un tyran et un monarque éclairé, loyal et libérant son peuple ; cet ouvrage exprimait déjà des idées qui seraient reprises par l'idéologie des décembristes.

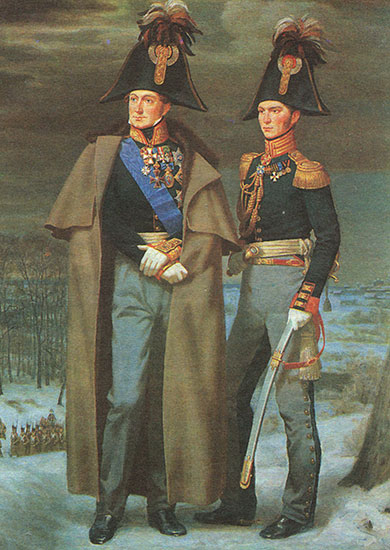
Fiodor Glinka et Mikhaïl Miloradovitch au Musée central des forces armées.

De 1810 à 1811, Fiodor Glinka entreprit un voyage à travers la Russie en passant par Kiev, Smolensk, l'estuaire du Dniepr, le cours supérieur de la Volga, Rjev, Tver, Kline et Moscou. Voyageant à pied, à cheval, en véhicule hippomobile, par bateau, il s'arrêta dans les villages et les petites villes, là où il avait l'opportunité de découvrir la vie de la campagne russe, de la Russie profonde, et de la comparer à celle des autres pays où il avait séjourné pendant ses campagnes militaires. Ses observations et ses jugements furent publiés en 1816 dans Lettres à un ami. Il y déplorait la barbarie du système féodal qui plongeait le peuple dans la misère ; encore un thème qui serait porté par le décabrisme qui préconisait l'abolition du servage.
En 1812, lors de l'invasion de la Russie par la Grande Armée de Napoléon, il dut quitter son paisible domaine pour réintégrer l'armée et retrouver sa fonction d'adjudant-major dans le régiment Apcheronski sous les ordres de Miloradovitch. Lors de la Bataille de Borodino assis dans un clocher près du village, il observe la boucherie « Un spectacle inoubliable... Quel spectacle sanglant ! ». Le 16 avril 1813, il fut témoin de la mort de Koutouzov à Bunzlau en Silésie et en envoya un compte rendu à Pierre Tolstoï. En 1814, lorsqu'il sera avec les troupes russes qui envahiront et cantonneront en France, désabusé, car à cette époque dans les milieux cultivés en Russie on idéalisait la France, il écrira dans ses mémoires « La belle France! - Les précepteurs français s'exclament sans cesse. Voici le paradis terrestre! [...] je franchis le Rhin - et, voilà votre belle France : [...] les parages extrêmement déserts et dépeuplés, le sol nu et les arbres fanés. - Voici quelle réalité est devant mes yeux ! ». Au cours de ces années tumultueuses, il obtint plusieurs récompenses militaires : l'ordre de Saint-Vladimir, 4e classe, l'ordre de Sainte-Anne, 2e classe, la récompense prussienne Pour le mérite avec épée d'or. En 1816, il fut nommé au régiment de la garde Izmaïlovski où il servit à l'état-major du général. Promu colonel en 1819, il retrouva sa fonction d'adjudant-major auprès de Miloradovitch qui était alors gouverneur général de Saint-Pétersbourg. Enfin en 1922, il fut muté dans l'armée régulière.
En 1816, il fut l'un des fondateurs avec, entre autres, Baratynski de la « Société des amis de la littérature russe » et de 1817 à 1819 l'éditeur du Voïenny Journal. Il adhéra aussi à la société littéraire très controversée « La Lampe verte » et il joua un rôle important dans la création des organisations décembristes en devenant membre en 1816 de la « Société des fils loyaux à la Patrie », une organisation secrète qui, dissoute en 1818, devint « L'union du Bien Public ». Sur le plan politique, étant un modéré, il abandonna de bonne heure son engagement et bien qu'il ne fût pas présent avec les décabristes à la place du Sénat de Saint-Pétersbourg, il fut limogé et exilé à Petrozavodsk, où il arriva le 30 juillet 1826, escorté par un représentant de l'État.
Pendant qu'il était exilé, il ne perdit pas son poste de président honoraire de la Société des amis de la littérature russe et fut mis au service de l'administration à Petrozavodsk et à Tver. En 1827, Fiodor Glinka fit la connaissance d'Andreï Shegren, un scientifique et un philologue qui ayant étudié les runes nordiques, les lui fit connaître. Cela l'inspira pour écrire le poème La Jeune fille des bois de Carélie qui fut sa première tentative pour traduire ces caractères en russe agréable à l'oreille. Ultérieurement, il continua à étudier et à traduire la littérature épique de Carélie tout en assurant dans son exil sa fonction de conseiller dans l'administration de le gouvernement d'Olonets comme le confirme un document parlant des cours de justice des ouiezds (aujourd'hui cela correspond à peu près à un district), daté du 6 juillet 1827 cosigné par le gouverneur d'Olonets T. E. Van der Flit et le conseiller Fiodor Glinka. En 1828, avec le gouverneur P. A. Lachinov, il fit une tournée d'inspection dans les villes de l'ouiezd mais ses activités, si l'on en juge par la lettre qu'il écrivit à son ami Nikolaï Gnieditch, ne le passionnaient guère et il écrivait qu'il continuait à vivre, et non pas qu'il menait sa vie, une existence lassante à perdre ses forces et ses années. En 1830, il publia le poème La Carélie ou La Solitude de Marfa Ivanovna Romanova qui suscita un vif enthousiasme chez les lecteurs et une critique élogieuse de la Gazette Littéraire fondée depuis peu. L'auteur en envoya un exemplaire à Alexandre Pouchkine avec une lettre explicative dont un double avec un des rares portraits de son auteur sont conservés dans les archives nationales de Carélie.
Son idéalisme, son désir d'atteindre la perfection morale, son honnêteté totale qu'il avait promise en sortant de l'école des cadets, et qu'il semble avoir gardée tout au long de sa vie, vont le servir quand, au début de 1829, il fit appel au directeur de la 3e section de la police secrète de la chancellerie impériale, le comte Alexandre von Benckendorff pour lui demander d'être transféré dans une autre province car il souffrait du climat rigoureux, de maladie et du coût extrême de la vie à Petrozavodsk. Le gouverneur d'Olonets l'aida à ce que sa demande fut prise en considération en louant son zèle, sa diligence et sa conduite parfaite à tous égards. Au printemps 1830, il était transféré à Tver où il resta jusqu'à sa mort, à 93 ans. Selon d'autres sources, il aurait pu revenir à Saint-Pétersbourg puis se serait retiré complètement de la vie publique et serait mort dans son domaine familial.
Son épouse Avdotia Glinka fut l'auteur d'œuvres à sujet religieux, notamment avec Une vie de la Très Sainte-Vierge, mère de Dieu.
Il est le grand-père de Iouliana Glinka, agente de l'Okhrana.

## Distinctions
- 1812 : Ordre de Saint-Vladimir (4e classe) avec ruban

## Liste d'œuvres
- 1808 : Vilzen, ou la Hollande libérée
- 1814 : Exploits du comte Mikhaïl Andreïevitch Miloradovitch pendant la guerre patriotique de 1812, avec, en annexe, quelques lettres supplémentaires de personnages divers
- 1815 : Articles sur la vie de Tadeusz Kościuszko, capturé par le général russe Ferzen
- 1815-1816 : Lettres d'un officier russe
- 1816 : Lettres à un ami
- 1818 : Brève description de la carrière militaire et des exploits du comte Miloradovitch
- 1821 : Lettres d'un officier russe sur quelques événements militaires de l'année 1812
- 1826 : Essais d'allégories en ver et en prose
- 1826 : Le Livre de Job et les Prophètes
- 1830 : La Carélie ou La Solitude de Marfa Ivanovna Romanova